# Ura sodnega dne
Ura sodnega dne (angleško Doomsday Clock) je simbolična številčnica, ki jo od leta 1947 vzdržuje direktorska uprava revije Bulletin of the Atomic Scientists na Univerzi v Chicagu. Na številčnici ure je prikazan čas v »minutah do polnoči«, kjer polnoč predstavlja »pogubno uničenje«. Izvirno je analogija predstavljala grožnjo globalne jedrske vojne, danes pa vključuje tehnologije podnebnih sprememb in »nove smeri v naravoslovnih znanostih ter nanotehnologiji, ki lahko zadajo dokončno škodo.« V začetku je bila ura nastavljena na 11:53, danes pa kaže 11:58.